# منتخب صربيا لكرة الطائرة للسيدات
منتخب صربيا الوطني لكرة الطائرة للسيدات (بالصربية: Женска одбојкашка репрезентација Србије)‏ هو ممثل صربيا الرسمي في المنافسات الدولية في كرة طائرة في فئة كرة الطائرة للسيدات.